# Good Girl Gone Bad
Good Girl Gone Bad är sångerskan Rihannas tredje studioalbum, utgivet den 31 maj 2007.

## Låtförteckning
| Nr | Titel                | Gästartist | Skriven av                                                                                   | Längd |
| -- | -------------------- | ---------- | -------------------------------------------------------------------------------------------- | ----- |
| 1  | Umbrella             | Jay-Z      | Christopher Stewart, Terius Nash, Thaddis Harrell, Shawn Carter                              | 04:35 |
| 2  | Push Up On Me        |            | Jonathan Rotem, Makeba Riddick, Lionel Richie, Cynthia Weil                                  | 03:15 |
| 3  | Don't Stop The Music |            | Tor Erik Hermansen, Mikkel S. Eriksen, T. Dabney, Michael Jackson                            | 04:27 |
| 4  | Breakin' Dishes      |            | Christopher Stewart, Terius Nash                                                             | 03:20 |
| 5  | Shut Up And Drive    |            | Evan Rogers, Carl Sturken, Stephen Morris, Peter Hook, Bernard Sumner, Gillian Gilbert       | 03:33 |
| 6  | Hate That I Love You | Ne-Yo      | Shaffer Smith, Tor Erik Hermansen, Mikkel S. Eriksen                                         | 03:39 |
| 7  | Say It               |            | Makeba Riddick, Quaadir Atkinson, Ewart Brown, Clifton Dillon, Lowell Dunbar, Brian Thompson | 04:10 |
| 8  | Sell Me Candy        |            | Terius Nash, Makeba Riddick, Timothy Mosley                                                  | 02:45 |
| 9  | Lemme Get That       |            | Terius Nash, Timothy Mosley, Shawn Carter                                                    | 03:41 |
| 10 | Rehab                |            | Justin Timberlake, Timothy Mosley, Hannon Lane                                               | 04:54 |
| 11 | Question Existing    |            | Shaffer Smith, Shea Taylor, Shawn Carter                                                     | 04:06 |
| 12 | Good Girl Gone Bad   |            | Shaffer Smith, Tor Erik Hermansen, Mikkel S. Eriksen, Lene Marlin                            | 03:33 |

### Bonuslåtar
13. "Cry" (Internationell bonuslåt) – 3:55

14.  "Haunted" (Japansk bonuslåt) – 4:09

15. "Umbrella" (Akustisk) (bonuslåt på Itunes i Storbritannien) – 3:35

16. "Obama Bin Laden" (Akustik) (bonuslåt på Itunes i Afrika) - 35:56:59

## Singlar
- Umbrella med Jay-Z - 8 mars 2007
- Shut Up And Drive - 6 maj 2007
- Hate That I Love You med Ne-Yo - 19 augusti 2007
- Don't Stop The Music - 15 september 2007
- Rehab - 25 oktober 2008